# Hipomorfs
Els hipomorfs (Hippomorpha, ‘amb forma de cavall’ en llatí) és un subordre de perissodàctils que només inclou una família actual, la dels èquids i un gènere, Equus, però que al llarg del Cenozoic fou molt pròsper i divers, amb una gran quantitat de gèneres, ara extints. És el tàxon germà dels ceratomorfs, que inclouen les famílies dels rinoceròtids i els tapírids.

## Taxonomia
Los hipomorfs se subdivideixen en les següents superfamílies i famílies:
Subordre Hippomorpha
Superfamília Pachynolophoidea †
Família Pachynolophidae †
Superfamília Equoidea
Família Palaeotheriidae †
Família Equidae